# Abrigada e Cabanas de Torres
Abrigada e Cabanas de Torres (oficialmente: União das Freguesias de Abrigada e Cabanas de Torres) é uma freguesia portuguesa do município de Alenquer com 46,15 km² de área e 4157 habitantes (censo de 2021). A sua densidade populacional é 90,1 hab./km².

## História
Foi constituída em 2013, no âmbito de uma reforma administrativa nacional, pela agregação das antigas freguesias de Abrigada e Cabanas de Torres com sede em Abrigada.

## Demografia
A população registada nos censos foi:
| Ano  | 0-14 Anos | 15-24 Anos | 25-64 Anos | > 65 Anos |
| 2001 | 666       | 600        | 2285       | 878       |
| 2011 | 581       | 472        | 2322       | 934       |
| 2021 | 504       | 406        | 2120       | 1127      |

À data da junção das freguesias, a população registada no censo anterior foi:
| Freguesia atual              | Freguesia atual  | Freguesia atual | Freguesias antigas | Freguesias antigas | Freguesias antigas |
| Freguesia                    | População (2011) | Área (km²)      | Freguesia          | População (2011)   | Área(km²)          |
| ---------------------------- | ---------------- | --------------- | ------------------ | ------------------ | ------------------ |
| Abrigada e Cabanas de Torres | 4309             | 46,15           | Abrigada           | 3320               | 39,32              |
| Abrigada e Cabanas de Torres | 4309             | 46,15           | Cabanas de Torres  | 989                | 6,83               |